# Ibrahim-paša Novošeherlija
Ibrahim-paša Novošeherlija  (Novi Šeher, Žepče, 1560-ih – Beograd, 10. srpnja 1621.), osmanski veliki vezir i vojskovođa. Pogrešno ga je brkati s Ibrahim-pašom Paržaninom i istoimenim pašom iz Nevşehira.
Rođen je u selu Domislici. Rodna čaršija Novi Šeher onda se zvala Nova Palanka (Palankai džedide, Yeni Palanka), dok je ime Novi Šeher došlo sredinom 19. stoljeća. Prema Josephu von Hammeru, Ibrahim-paša je Hrvat iz Slavonije.
Turski izvori ga smatraju Hrvatom iz Bosne ili Hrvatske. Odveden je putem danka u krvi i postupno došao do visokih funkcija.  U Carigradu se školovao u atmejdanskoj školi, a na dvor je primljen kao silahdar. Janjičarski aga 1579. godine. Već dvje godine poslije beglerbegom je Rumelije.
Njegovom usponu mnogo je pomogao njegov zemljak Mehmed-paša Sokolović. Ibrahim-paša je napredovao baš u vrijeme kad je pravi autoritet na dvoru i najveći utjecaj imao baš on. 
Nosio je Ibrahim-paša naslov damata, jer je bio zet osmanskog sultana, oženivši njegovu kćer Ajšu 1581. godine, malo poslije smrti Mehmed-paše Sokolovića. Ženidbom za Ajšu postao je upravitelj Egipta. Obnašao dužnost beglerbega Rumelija 1581. godine. Sljedeće godine u Egiptu je bio namjesnik. Druzi su pružali otpor u Siriji, Ibrahim-paša ga je skršio 1585. godine. Odsutnost iz glavnog grada, smrt Mehmed-paše Sokolovića i uskoro Ibrahim-pašin utjecaj blijedi sve do kraja smrti Murata III. 
Na visoke grane vratio se pod sultanom Mehmedom III., kad je postao veliki vezir. Vraćanje na visoki položaj bilo je i zbog osmanskih teritorijalnih gubitaka na granici s Habsburškom Monarhijom, u Ugarskoj. Dužnost velikog vezira obnašao u tri navrata od 1595. godine. Prvi mandat bio je od 4. travnja do 27. listopada 1596., drugi od 5. prosinca 1596. do 3. studenoga 1597., a treći od 6. siječnja 1599. do 10. srpnja 1601.
Povjesničari ga smatraju izvrsnim vojskovođom i državnikom. Boljitak države spriječile su dvorske spletke. Ibrahim Pečevija, Čelebi i Faizi iz zgoda izvlače zaključak da je Ibrahim-paša bio "velikodušan, darežljiv, plemenit, dobroćudan i milosrdan čovjek ne samo prema svojima već i prema neprijateljima".
Sudionik borbi u Ugarskoj. Dobro je pripremio pohod protiv Habsburške Monarhije i uskoro je stekao naslov "osvajača Egera" 1596. godine. Ibrahim-paša više se volio fokusirati na sređivanje upravnog sustava i učvršćivanja državne strukture, nego u osvajačkim potjerama prema Habsburškoj Monarhiji, pa je sišao s mjesta velikog vezira. Zbog državnih potreba treći je put postao veliki vezir. Iz tog vremana poznat kao osvajač Velike Kaniže (tur. Kanije). Unatoč osmanskim uspjesima, rat se odužio. Mukotrpni rat zamorio je vojsku i izazvao zasićenje. Novošeherlija je za to optužio Kodžu Sinan-pašu, rodom Albanca. 
Pohod je počeo tako što je napad usmjerio izravno ka Ostrogonu, gradu koji je Sulejman Veličanstveni osvojio 1543., a Osmanlije su ga izgubile 1595.). Kampanju je prezimio u Beogradu. Novi pritisak na Habsburge bio je južnijom trasom, podsjevši tvrđavu u Velikoj Kaniži. Osmanski robovi u tvrđavi izazvali su eksploziju u skladištima baruta u tvrđavi i teško oštetili zidine. Tvrđava se ipak nije predala. Opsjednutoj Velikoj Kaniži u pomoć je stigla vojska od 20.000 vojnika pod zapovjedništvom Filipa Emanuela Lotarinškog. Osmanska je vojska pobijedila obje vojske i utvrda se predala. Za upravitelja osvojenog grada postavljen je Hasan-paša Tiro. Velika Kaniža je uskoro postala polazište osmanskih napada u Srednjoj Europi.
Nakon susreta s Hasanom Ćafijom Prušćakom, Ćafija je po Ibrahim-pašinom savjetu preveo Uredbu svijeta s arapskog i protumačio na turskom jeziku, te obogatio brojnim stihovima-citatima i na perzijskom. Po Ibrahim-pašinom savjetu tako uređeno djelo je predao sultanu "da bi se njime mogli koristiti i činovnici carskog divana".
U rodnome Novom Šeheru Ibrahim-paša podignuo je džamiju, a u Osijeku bezistan. Džamiju je sagradio i u Velikoj Kaniži.
Umro je od kuge u Beogradu. Tijelo mu je preneseno u Carigrad i pokopan je u džamiji Šehzadi, u čijem je dvorištu supruga mu Ajša podigla česmu za dušu svog muža. Ibrahim-pašin turbe nalazi se iza turbeta kraljevića Mehmeda i Mehmedove kćeri Humusah Sultan i brata Džihangira, a pored njega je turbe velikog vezira Rustem-paše Hrvata. Turbe je djelo Ahmeda Čavuša iz 1601. godine.